# كارلوس فابيان مالدونادو
كارلوس فابيان مالدونادو (بالإسبانية: Carlos Fabián Maldonado) (30 يوليو 1963 بمونتفيدو في الأوروغواي - ) هو مدرب كرة قدم ولاعب كرة قدم أوروغواني وفنزويلي في مركز الوسط. شارك مع منتخب فنزويلا لكرة القدم. أما مع النوادي، فقد لعب مع إنديبنديينتي سانتا في وديبورتيفو آرمينيو وديبورتيفو تاشيرا ونادي فلومينينسي ونادي كاراكاس وأتلتيكو سان كريستوبال وC.D. Portugués ‏.

## وصلات خارجية
- كارلوس فابيان مالدونادو على موقع قاعدة بيانات كرة القدم.إي يو (الإنجليزية)
- كارلوس فابيان مالدونادو على موقع ناشيونال فوتبول تيمز (الإنجليزية)
- كارلوس فابيان مالدونادو على موقع عالم كرة القدم.نت (الإنجليزية)